# Tom Barrasso
Tom Barasso (* 31. března 1965 v Bostonu, Massachusetts) je bývalý profesionální hokejový brankář. V NHL chytal 18 sezon. Vyhrál 2x Stanley Cup s týmem Pittsburghu, získal Vezina Trophy, Calder Memorial Trophy, William M. Jennings Trophy, jednou hrál v NHL All-Star Game, jednou se probojoval do prvního All-Star Teamu, 2x do druhého All-Star Teamu a v roce 2002 získal s celkem USA stříbrné medaile na Zimních olympijských hrách v Salt Lake City. V roce 2007 se dostal do Síně slávy amerických sportovců s italskými předky. V roce 2023 byl uveden do Hokejové síně slávy v Torontu.

## Ocenění a úspěchy
- 1984 NHL – All-Rookie Tým
- 1984 NHL – Vezinova trofej
- 1984 NHL – První All-Star Tým
- 1984 NHL – Calder Memorial Trophy
- 1985 NHL – All-Star Game
- 1985 NHL – William M. Jennings trofej (s touto trofejí se dělí s Bobem Sauvenem)
- 1985 NHL – Nejvíce čistých kont
- 1985 NHL – Druhý All-Star Tým
- 1993 NHL – Nejvíce vychytaných vítězství
- 1993 NHL – Druhý All-Star Tým
- 2010 Síň slávy amerického hokeje

## Prvenství
- Debut v NHL – 5. října 1983 (Buffalo Sabres proti Hartford Whalers)
- První inkasovaný gól v NHL – 5. října 1983 (Buffalo Sabres proti Hartford Whalers, finským obráncem Risto Siltanen)
- První čisté konto v NHL – 18. ledna 1984 (Los Angeles Kings proti Buffalo Sabres)

## Rekordy
- Nejvíce asistencí na pozici brankáře v NHL (základní část) – 48
- Nejvíce bodů na pozici brankáře v NHL (základní část) – 48
- Počet po sobě jdoucích výher v jedné základní části NHL – 14 (9. března 1993 až 9. dubna 1993)
- Nejvíce výher v playoff NHL v řadě – 14 (9. května 1992 až 22. dubna 1993)
- Sdílí rekord v počtu po sobě jdoucích výher v jedné sezóně playoff NHL – 11 (rok 1992)
- Sdílí rekord v počtu výher v jedné sezóně playoff NHL – 16 (rok 1992)
- Nejvíce výher brankáře amerického původu v playoff – 61

## Statistiky

### Základní části
| Sezona       | Tým                        | Liga                 | Z                    | V                    | P                    | R/Pvp                | MIN                  | OG                   | ČK                   | POG                  | %ChS                 |
| ------------ | -------------------------- | -------------------- | -------------------- | -------------------- | -------------------- | -------------------- | -------------------- | -------------------- | -------------------- | -------------------- | -------------------- |
| 1981/1982    | Acton-Boxborough Colonials | High-MA              | 23                   | —                    | —                    | —                    | 1035                 | 32                   | 7                    | 1.86                 | —                    |
| 1982/1983    | Acton-Boxborough Colonials | High-MA              | 23                   | 22                   | 0                    | 1                    | 1035                 | 17                   | 10                   | 0.99                 | —                    |
| 1983/1984    | Buffalo Sabres             | NHL                  | 42                   | 26                   | 12                   | 3                    | 2475                 | 117                  | 2                    | 2.84                 | 89.3                 |
| 1984/1985    | Buffalo Sabres             | NHL                  | 54                   | 25                   | 18                   | 10                   | 3248                 | 144                  | 5                    | 2.66                 | 88.7                 |
| 1984/1985    | Rochester Americans        | AHL                  | 5                    | 3                    | 1                    | 1                    | 267                  | 6                    | 1                    | 1.35                 | 93.6                 |
| 1985/1986    | Buffalo Sabres             | NHL                  | 60                   | 29                   | 24                   | 5                    | 3561                 | 214                  | 2                    | 3.61                 | 88.0                 |
| 1986/1987    | Buffalo Sabres             | NHL                  | 46                   | 17                   | 23                   | 2                    | 2501                 | 152                  | 2                    | 3.65                 | 87.4                 |
| 1987/1988    | Buffalo Sabres             | NHL                  | 54                   | 25                   | 18                   | 8                    | 3133                 | 173                  | 2                    | 3.31                 | 89.6                 |
| 1988/1989    | Buffalo Sabres             | NHL                  | 10                   | 2                    | 7                    | 0                    | 545                  | 45                   | 0                    | 4.95                 | 84.2                 |
| 1988/1989    | Pittsburgh Penguins        | NHL                  | 44                   | 18                   | 5                    | 7                    | 2406                 | 162                  | 0                    | 4.04                 | 88.8                 |
| 1989/1990    | Pittsburgh Penguins        | NHL                  | 24                   | 7                    | 12                   | 3                    | 1294                 | 101                  | 0                    | 4.68                 | 86.5                 |
| 1990/1991    | Pittsburgh Penguins        | NHL                  | 48                   | 27                   | 16                   | 3                    | 2754                 | 165                  | 1                    | 3.59                 | 89.6                 |
| 1991/1992    | Pittsburgh Penguins        | NHL                  | 57                   | 25                   | 22                   | 9                    | 3329                 | 196                  | 1                    | 3.53                 | 88.5                 |
| 1992/1993    | Pittsburgh Penguins        | NHL                  | 67                   | 43                   | 14                   | 5                    | 3702                 | 186                  | 4                    | 3.01                 | 90.1                 |
| 1993/1994    | Pittsburgh Penguins        | NHL                  | 44                   | 22                   | 15                   | 5                    | 2482                 | 139                  | 2                    | 3.36                 | 89.3                 |
| 1994/1995    | Pittsburgh Penguins        | NHL                  | 2                    | 0                    | 1                    | 1                    | 125                  | 8                    | 0                    | 3.84                 | 89.3                 |
| 1995/1996    | Pittsburgh Penguins        | NHL                  | 49                   | 29                   | 16                   | 2                    | 2799                 | 160                  | 2                    | 3.43                 | 90.2                 |
| 1996/1997    | Pittsburgh Penguins        | NHL                  | 5                    | 0                    | 5                    | 0                    | 270                  | 26                   | 0                    | 5.78                 | 86.0                 |
| 1997/1998    | Pittsburgh Penguins        | NHL                  | 63                   | 31                   | 14                   | 13                   | 3542                 | 122                  | 7                    | 2.07                 | 92.2                 |
| 1998/1999    | Pittsburgh Penguins        | NHL                  | 43                   | 19                   | 16                   | 3                    | 2306                 | 98                   | 4                    | 2.55                 | 90.1                 |
| 1999/2000    | Pittsburgh Penguins        | NHL                  | 18                   | 5                    | 7                    | 2                    | 870                  | 46                   | 1                    | 3.17                 | 88.1                 |
| 1999/2000    | Ottawa Senators            | NHL                  | 7                    | 3                    | 4                    | 0                    | 418                  | 22                   | 0                    | 3.16                 | 87.9                 |
| 2000/2001    | Tuto sezonu vynechal       | Tuto sezonu vynechal | Tuto sezonu vynechal | Tuto sezonu vynechal | Tuto sezonu vynechal | Tuto sezonu vynechal | Tuto sezonu vynechal | Tuto sezonu vynechal | Tuto sezonu vynechal | Tuto sezonu vynechal | Tuto sezonu vynechal |
| 2001/2002    | Carolina Hurricanes        | NHL                  | 34                   | 13                   | 12                   | 5                    | 1908                 | 83                   | 2                    | 2.61                 | 90.6                 |
| 2001/2002    | Toronto Maple Leafs        | NHL                  | 4                    | 2                    | 2                    | 0                    | 219                  | 10                   | 0                    | 2.74                 | 90.9                 |
| 2002/2003    | St. Louis Blues            | NHL                  | 6                    | 1                    | 4                    | 0                    | 293                  | 16                   | 1                    | 3.28                 | 87.9                 |
| Celkem v NHL | Celkem v NHL               | Celkem v NHL         | 777                  | 369                  | 277                  | 86                   | 44180                | 2385                 | 38                   | 3.24                 | 89.2                 |

### Play-off
| Sezona       | Tým                 | Liga         | Z   | V  | P  | MIN  | OG  | ČK | POG  | %ChS |
| ------------ | ------------------- | ------------ | --- | -- | -- | ---- | --- | -- | ---- | ---- |
| 1983/1984    | Buffalo Sabres      | NHL          | 3   | 0  | 2  | 139  | 8   | 0  | 3.45 | 86.4 |
| 1984/1985    | Buffalo Sabres      | NHL          | 5   | 2  | 3  | 300  | 22  | 0  | 4.40 | 85.4 |
| 1987/1988    | Buffalo Sabres      | NHL          | 4   | 1  | 3  | 224  | 16  | 0  | 4.29 | 86.7 |
| 1988/1989    | Pittsburgh Penguins | NHL          | 11  | 7  | 4  | 641  | 40  | 0  | 3.80 | 89.7 |
| 1990/1991    | Pittsburgh Penguins | NHL          | 20  | 12 | 7  | 1175 | 51  | 1  | 2.60 | 91.9 |
| 1991/1992    | Pittsburgh Penguins | NHL          | 21  | 16 | 5  | 1233 | 58  | 1  | 2.82 | 90.7 |
| 1992/1993    | Pittsburgh Penguins | NHL          | 12  | 7  | 5  | 722  | 35  | 2  | 2.91 | 90.5 |
| 1993/1994    | Pittsburgh Penguins | NHL          | 6   | 2  | 4  | 356  | 17  | 0  | 2.87 | 89.5 |
| 1994/1995    | Pittsburgh Penguins | NHL          | 2   | 0  | 1  | 80   | 8   | 0  | 6.00 | 80.5 |
| 1995/1996    | Pittsburgh Penguins | NHL          | 10  | 4  | 5  | 558  | 26  | 1  | 2.80 | 92.3 |
| 1997/1998    | Pittsburgh Penguins | NHL          | 6   | 2  | 4  | 376  | 17  | 0  | 2.71 | 90.1 |
| 1998/1999    | Pittsburgh Penguins | NHL          | 13  | 6  | 7  | 787  | 35  | 1  | 2.67 | 90.0 |
| 1999/2000    | Ottawa Senators     | NHL          | 6   | 2  | 4  | 372  | 16  | 0  | 2.58 | 90.5 |
| Celkem v NHL | Celkem v NHL        | Celkem v NHL | 119 | 61 | 54 | 6953 | 349 | 6  | 3.01 | 90.2 |

### Reprezentace
| Rok                       | Tým                       | Soutěž                    | Z  | V | P | R | MIN | OG | ČK | POG  | %ChS |
| ------------------------- | ------------------------- | ------------------------- | -- | - | - | - | --- | -- | -- | ---- | ---- |
| 1983                      | USA 20                    | MSJ                       | 3  | — | — | — | 140 | 12 | 0  | 5.14 |      |
| 1984                      | USA                       | KP                        | 5  | 2 | 2 | 1 | 252 | 13 | 0  | 3.10 | 88.8 |
| 1986                      | USA                       | MS                        | 5  | — | — | — | 260 | 18 | 0  | 4.15 | —    |
| 1987                      | USA                       | KP                        | 1  | 0 | 1 | 0 | 60  | 5  | 0  | 5.00 | 81.5 |
| 2002                      | USA                       | OH                        | 1  | 1 | 0 | 0 | 60  | 1  | 0  | 1.00 | 92.3 |
| Juniorská kariéra celkově | Juniorská kariéra celkově | Juniorská kariéra celkově | 3  | — | — | — | 140 | 12 | 0  | 5.14 | —    |
| Seniorská kariéra celkově | Seniorská kariéra celkově | Seniorská kariéra celkově | 12 | — | — | — | 632 | 37 | 0  | 3.51 | —    |